# Mourad Guerri
Mourad Guerri (* 8. Januar 1975 in Kabylie) ist ein ehemaliger algerischer Skirennläufer.

## Werdegang
Guerri war 1992 bei den Olympischen Winterspielen in Albertville Mitglied der vierköpfigen Mannschaft, mit der Algerien sein Debüt bei Olympischen Winterspielen gab. Im Super-G belegte er unter 93 gewerteten Fahrern den 83. Platz, im Riesenslalom unter 91 gewerteten Läufern Rang 85. Nachdem er zwischenzeitlich einige FIS-Rennen bestritten hatte, war er 1997 Mitglied des algerischen Teams bei den Alpinen Skiweltmeisterschaften im italienischen Sestriere. Im Super-G wurde er nach einem Fahrfehler disqualifiziert, im Riesenslalom belegte er unter 58 gewerteten Fahrern den vorletzten Platz. Sechs Jahre später trat er bei der Alpinen Skiweltmeisterschaften in St. Moritz noch einmal im Riesenslalom an, schied aber im ersten Durchgang aus.